# Prix national des Arts plastiques (Chili)
Le prix national des Arts plastiques au Chili (en espagnol : Premio Nacional de Artes Plásticas) est un prix artistique qui est décerné chaque année depuis 1992 par un jury composé du Ministère de l'Éducation, du recteur de l'université du Chili, du dernier récipiendaire du prix, d'un académicien désigné par le Congrès des recteurs et d'un représentant de l'Académie chilienne des Beaux-Arts (es). Il récompense l'œuvre d'un plasticien qui s'est distingué pour ses réalisations. Sont décernés un diplôme, une récompense pécuniaire de 6 562 457 pesos (à partir de 1993, réajustée à chaque édition selon l'indice des prix à la consommation), ainsi qu'une pension mensuelle.
Il fait suite au prix national d'Art du Chili et est l'un des prix nationaux du Chili (es), décernés tous les deux ans :
- Littérature
- Journalisme
- Sciences exactes
- Sciences naturelles
- Sciences appliquées et technologies
- Histoire
- Sciences de l'éducation
- Arts plastiques
- Arts musicaux
- Arts de la représentation et audiovisuels
- Sciences humaines et sociales

## Lauréats
Liste établie d'après le site de l'université du Chili:
- 1993 : Sergio Montecinos Montalva, peintre
- 1995 : Lily Garafulic, sculptrice[3]
- 1997 : Sergio Castillo Mandiola (es), sculpteur
- 1999 : José Balmes, peintre
- 2001 : Rodolfo Opazo Bernales, peintre, graveur et sculpteur
- 2003 : Gonzalo Díaz Cuevas (es), peintre et photographe
- 2005 : Eugenio Dittborn (es), peintre
- 2007 : Guillermo Núñez, peintre
- 2009 : Federico Assler (es), sculpteur
- 2011 : Gracia Barrios, peintre
- 2013 : Alfredo Jaar, artiste, architecte et réalisateur[4]
- 2015 : Roser Bru, peintre et graveur[5]
- 2017 : Paz Errázuriz, photographe[6]
- 2019 : Eduardo Vilches Prieto (es), graveur[7]
- 2021 : Francisco Gazitúa, sculpteur[8]